# Globulariopsis wittebergensis
Globulariopsis wittebergensis är en flenörtsväxtart som beskrevs av Robert Harold Compton. Globulariopsis wittebergensis ingår i släktet Globulariopsis och familjen flenörtsväxter. Inga underarter finns listade i Catalogue of Life.